# Antonio Vizzotto
Antonio Vizzotto (La Maddalena, 22 giugno 1909 – Sesto San Giovanni, 5 settembre 1956) fu un asso dell'aviazione italiana, pluridecorato durante la seconda guerra mondiale.

## Biografia
Nato alla Maddalena (Sardegna) il 22 giugno 1909, figlio di Valfredo e di Adalgisa Campus<refbgroup=N>La signora Campus era nata a Sassari, e si era laureata in matematica a Pavia. In giovane età la famiglia si trasferì a Milano, dove la madre aveva una propria casa editrice, mentre il padre insegnava matematica a Pavia. Nel 1928 conseguì la maturità scientifica preso il Liceo "Vittorio Veneto", e subito dopo presentò domanda per essere ammesso al corso Allievi Ufficiali presso la Regia Accademia Aeronautica di Caserta.
Trasferitosi a Caserta, presso la celebre Reggia iniziò a frequentare il VI Corso Falco, edd ebbe modo di volare sugli Ansaldo A.300 presso l'aeroporto di Capua. Nel 1931 ottenne la nomina a sottotenente, e il brevetto di pilota d'aeroplano, e l'anno successivo, al termine del quadriennio di studi, conseguì il brevetto di pilota militare e la promozione a tenente. Assegnato alla specialità caccia svolse l'addestramento di primo periodo presso la scuola di Aviano, volando a bordo dei biplani Fiat C.R.20B e Breda Ba.19. Al termine del corso fu mandato presso la Scuola di pilotaggio di 2° periodo di Castiglion del Lago, per il necessario perfezionamento tecnico. All'inizio del 1933 prese servizio presso il 1º Stormo Caccia Terrestri di Campoformido, equipaggiato con i Fiat C.R.Asso.
Nel 1934 fu mandato presso la 201ª Squadriglia da Bombardamento Marittimo dello Stormo Misto "Egeo" nel Dodecaneso, una unità essenzialmente dotata di idrovolanti, e sulla base di Lero imparò a volare sugli idro Dornier Wal. Nel 1935 passò in forza alla 161ª Squadriglia da Caccia Marittima, equipaggiata con i Fiat C.R.20 Idro. Nel giugno 1936, promosso la grado di capitano, rientrò in Italia per prendere servizio presso la 367ª Squadriglia del neocostituito 53º Stormo di Torino-Mirafiori, un'unità dotata del nuovo caccia Fiat C.R.32. Il 1º luglio dello stesso anno assunse il comando della neocostituita 368ª Squadriglia, destinata all'addestramento dei piloti, da effettuarsi sul campo d'aviazione di Levaldigi, in provincia di Cuneo. Allo scoppio della guerra civile in Spagna, seguì un crescente impegno della Regia Aeronautica in appoggio alle forze nazionaliste, secondo gli ordini emessi da Duce. Dietro sua domanda fu mandato volontario in terra spagnola, giungendovi il 27 settembre 1937.

### La guerra di Spagna e la seconda guerra mondiale
Appena arrivato assunse il comando della 33ª Squadriglia del VI Gruppo Caccia Terrestri "Leonello", equipaggiata con i Fiat C.R.32. L'esordio in combattimento avvenne nel mese di ottobre, e tra la fine del 1937 e l'inizio del 1938 la sua squadriglia partecipò a numerose missioni belliche. Durante la battaglia di Teruel fu decorato con una Medaglia d'argento al valor militare. In primavera il suo reparto venne duramente impegnato durante l'offensiva nazionalista in Aragona, per cui ricevette una seconda Medaglia d'argento al valor militare, seguita nel giugno dello stesso anno da una Medaglia di bronzo al valor militare. Rientrato in Italia il 15 giugno, si sposò a Milano con la signorina Maria Cremon il 23 dello stesso mese. Al termine della licenza matrimoniale assunse il comando della 362ª Squadriglia, 24º Gruppo, 52º Stormo Caccia Terrestre sulla base di Ciampino-Sud, ancora equipaggiata con i Fiat C.R.32. Poco dopo la squadriglia fu riequipaggiata con i più moderni monoplani Fiat G-50 Freccia, con cui il comandante organizzò una pattuglia acrobatica.
Il 10 giugno 1940, all'entrata in guerra del Regno d'Italia, la squadriglia si trovava schierata sul campo d'aviazione di Sarzana, in Liguria. Durante il breve conflitto con la Francia l'unità eseguì crociere di protezione contro i possibili pericoli provenienti dalla Corsica, e dopo l'armistizio voli di addestramento e sorveglianza sulla costa tirrenica. Nel febbraio 1941 ebbe il comando della 371ª Squadriglia, equipaggiata con i Aermacchi C.200 Saetta, destinata ad operare sul fronte greco-albanese. La squadriglia, inquadrata nel 152º Gruppo C.T., fu per l'occasione incorporata nel 150º Gruppo C.T. di stanza a Valona. Il 24 marzo vi fu l'esordio in combattimento su Devoli, contro quattro caccia Hawker Hurricane della Royal Air Force. Il 21 aprile egli eseguì la sua ultima missione bellica su quel fronte, un mitragliamento contro truppe nemiche nella zona Paramitia-Arta-Prevesa. Per l'impegno profuso in quel settore fu decorato con una seconda Medaglia di bronzo al valor militare. Nell'agosto 1941, promosso maggiore, successe al parigrado Rolando Pratelli alla guida del 150º Gruppo C.T.
L'avvio dell'operazione Crusader in Africa Settentrionale, avvenuta il 18 novembre 1941, vide lo Stato maggiore italiano far confluire in quel settore tutte le forze aeree disponibili. Il 150º Gruppo fu una delle unità richieste, e con un trasferimento da Valona, via Grottaglie, Comiso, Pantelleria, si trasferì a Tripoli-Castelbenito, arrivandovi il 14 dicembre. A causa dell'offensiva in corso il 150º Gruppo rimase a Tripoli da dove eseguì missioni di scorta ai preziosi convogli di rifornimenti. Il 29 dello stesso mese il Gruppo fu rischierato a En Nofilia, a ridosso della linea del fronte. Con l'arrivo dei nuovi Aermacchi C.202 Folgore i C.200 Saetta furono passati al compito di supporto delle forze terrestri e alla scorta ravvicinata dei Fiat C.R.42 Falco dotati di bombe alari. Il reparto venne intensamente impiegato in azione, e l'8 gennaio undici C.200 di scorta ad alcuni C.R.42 del 3º Gruppo nella zona ad est di Agedabia si scontrano violentemente con 10 Curtiss P-40 Tomahawk del No.3 RAAF Squadron.
Il 31 gennaio. ormai maggiore, fu decorato con la Croce di Ferro tedesca di II classe. Dopo un'azione di mitragliamento effettuata in data 28 febbraio, venne citato sul Bollettino del Comando Supremo n.638, su esplicita richiesta del comandante della 5ª Squadra aerea, generale Vittorio Marchesi, e decorato con una terza Medaglia d'argento al valor militare, conferita sul campo. Le azioni di attacco al suolo proseguirono ininterrottamente fino al 15 maggio 1942, quando il 150º Gruppo si trasferì a Bengasi, da dove iniziò ad effettuare nuovamente missioni di scorta convogli, perché l'afflusso di rifornimenti fu ritenuto di vitale importanza in vista della pianificata offensiva autunnale. Dopo la battaglia di El Alamein, il 10 novembre il 150º Gruppo rientrò in Italia.
Nel gennaio 1943 il reparto fu schierato a Ciampino-Sud, equipaggiato con alcuni C.202 Folgore con cui effettuò missioni di intercettazione contro i bombardieri alleati. In vista del previsto sbarco alleato in Sicilia viene deciso di riequipaggiato il Gruppo con i caccia Messerschmitt Bf.109F e Bf.109G forniti dall'alleato tedesco. Il 13 aprile il reparto si trasferì sul campo d'aviazione di San Pietro di Caltagirone dove prese in carico i nuovi velivoli, per rischierarsi successivamente a Sciacca. L'esordio in combattimento con il nuovo velivolo avvenne il 21 maggio quando, neopromosso al grado di tenente colonnello, danneggiò due caccia americani Lockheed P-38 Lightning. Il 10 giugno, mentre l'isola di Pantelleria si arrendeva agli anglo-americani,  abbatte un caccia Supermarine Spitfire e danneggiò due bombardieri North American B-25 Mitchell. Il 3 luglio alla testa del 150º Gruppo, prese parte ai violenti combattimenti sul cielo della Sicilia, e fu nuovamente citato sul Bollettino del Comando Supremo n.1135. Ormai ridotto a una forza puramente simbolica, in quanto privo di velivoli efficienti, il 12 luglio il reparto fu trasferito a Ciampino, con solo tre Bf 109 decollati all'ultimo momento da Sciacca. Poco dopo il gruppo si portò a Torino-Caselle in vista del successivo riequipaggiamento con moderni velivoli. Tale riequipaggiamento era appena iniziato, con un nucleo di piloti già giunto a Ciampino-Sud, quando l'8 settembre fu proclamato l'armistizio con gli anglo-americani.

### Nell'Aeronautica Nazionale Repubblicana
La nomina del tenente colonnello Ernesto Botto a comandante supremo dell'Aeronautica Nazionale Repubblicana, di cui era vecchio amico sin dai tempi dell'Accademia, lo convinse ad entrarvi. Durante il mese di ottobre si spostò, a bordo di un aereo da collegamento Saiman 202, tra Roma, Padova, Aviano, Firenze, Caselle e Milano per prendere parte agli incontri in cui fu delineata la struttura organizzativa della nuova aeronautica militare. A Vizzotto venne assegnato il compito iniziale di costituire il 2º Gruppo caccia "Gigi Tre Osei" suddiviso su tre squadriglie, per passare poi al comando della 1ª Squadra aerea di Milano.
Il 5 marzo 1944 la 1ª Squadra Aerea divenne 1ª Zona Aerea Territoriale (Z.A.T.), ed il 1º aprile fu nominato Ispettore della Caccia con compiti di supervisore. Quando i tedeschi tentano di inquadrare l'A.N.R. nella Luftwaffe come Legione ebbe un duro scontro con il generale Wolfram von Richthofen e si dimise dall'incarico. Nell'ottobre 1944 assunse il comando della 2ª Zona Aerea Territoriale di Padova, incarico che ricoprì ancora al momento dell'incruenta resa avvenuta il 25 aprile 1945. Il 30 dello stesso mese fu arrestato dai partigiani, in quanto accusato di collaborazionismo, ed imprigionato per 60 giorni. Sottoposto a processo di epurazione fu sospeso dal servizio, e quindi cancellato dal ruolo ufficiali con la perdita del grado. Tutti i provvedimenti presi vennero in seguito cancellati, e il 1º marzo 1948 viene reinscritto nel ruolo ufficiali dell'Aeronautica Militare Italiana, ma rimase sottoposto a processo di epurazione.
Il 6 aprile dello stesso anno venne congedato d'autorità, il 22 prosciolto dall'accusa di collaborazionismo ma condannato ad un anno di sospensione dall'impiego. Il 4 marzo 1950 il tribunale del riesame commutò la condanna a 60 giorni d'arresto in fortezza. Molto amareggiato lasciò per sempre il suo mondo, quello dell'aviazione divenendo, dopo le iniziali difficoltà, rappresentante di prodotti chimici. Purtroppo non accettò mai l'allontanamento dall'aviazione, che considerava la sua vita, e il 5 settembre 1956 si tolse la vita, sparandosi con la pistola, su una via di Sesto San Giovanni, lasciando la moglie e le tre figlie Anna, Paola e Clara.

### Annotazioni
1. ↑  Suo padre era un architetto originario di Fucecchio, provincia di Firenze, ed autore di numerosi testi di disegno.
2. ↑  Ancora minorenne fu costretto a fare controfirmare la domanda dal padre.
3. ↑  Su 285 domande presentate al concorso ne vengono accolte 71, e la sua fu una di quelle accolte.
4. ↑  Il motto del corso era Falco, è tuo nido l'Italia, tuo orizzonte il mondo.
5. ↑  Considerato all'epoca una unità di élite.
6. ↑  Per l'epoca un reparto unico nel suo genere, che includeva idrovolanti da caccia, bombardamento e ricognizione.
7. ↑  Queste ultime erano poste al comando del tenente Ugo Drago, del capitano Mario Bellagambi e del capitano Giuseppe Giannelli, tutti provenienti dalle file del 150º Gruppo Gigi tre osei.
8. ↑  Concessagli il 29 dicembre 1941.

### Fonti
1. 1 2 3  Massimello 2009, p. 13.
2. 1 2 3 4 5 6 7 8 9  Massimello 2009, p. 14.
3. 1 2 3 4 5 6 7 8 9  Massimello 2009, p. 15.
4. 1 2 3 4 5 6 7 8  Massimello 2009, p. 16.
5. ↑  Cattaneo 2000, p. 37.
6. ↑  Gazzetta Ufficiale del Regno d'Italia, Roma 7 luglio 1942-XX.
7. 1 2 3  Massimello 2009, p. 17.
8. ↑  Massimello 2009, p. 18.
9. 1 2  Cattaneo 2000, p. 39.
10. 1 2  Bollettini di Guerra del Comando Supremo, Ministero della Difesa, SME, Roma 1970.
11. ↑  Massimello 2009, p. 19.
12. ↑  Cattaneo 2000, p. 40.
13. 1 2 3 4  Massimello 2009, p. 20.
14. 1 2 3 4  Massimello 2009, p. 21.
15. 1 2 3  Massimello 2009, p. 22.
16. 1 2 3  Massimello 2009, p. 23.
17. 1 2 3 4 5 6  Massimello 2009, p. 24.
18. ↑  Bollettino Ufficiale 1942, disp.33ª, registrato alla Corte dei conti addì 25 novembre 1942, registro n.11 Aeronautica, foglio n.228.